# Ginifer King
Ginifer King, pseudonimo di Jennifer King (Texas, 19 luglio 1978), è un'attrice e conduttrice televisiva statunitense.

## Biografia
È conosciuta principalmente per le sue apparizioni in serie televisive tra cui I fantasmi di casa Hathaway (nel ruolo di primo piano di Michelle Hataway), e per le partecipazioni in Hawaii Five-0, I Thunderman e Life's Drag.

## Filmografia

### Cinema
- I love Shopping (Confessions of a Shopaholic), regia di P. J. Loghan (2009)
- Magic (2015)

### Televisione
- Law & Order - I due volti della giustizia (Law & Order) – serie TV, episodio 16x18 (2006)
- Law & Order: Criminal Intent - serie TV, episodio 5x17 (2006)
- Medium - serie TV, episodio 5x10 (2009)
- Cold Case - Delitti irrisolti (Cold Case) - serie TV, episodio 7x20 (2010)
- CSI - Scena del crimine (CSI: Crime Scene Investigation) - serie TV, episodio 11x07 (2010)
- Criminal Minds: Suspect Behavior - serie TV, episodio 1x02 (2011)
- I fantasmi di casa Hathaway (The Haunted Hathaways) - serie TV, 48 episodi (2013-2015)
- I Thunderman (The Thundermans) - serie TV, episodio 2x10 (2014)
- The Kicks - serie TV, 2 episodi (2016)
- Code Black - serie TV, episodio 3x07 (2018)
- Life's a Drag - miniserie TV, 3 episodi (2019)
- Good Trouble - serie TV, episodio 2x05 (2019)
- Hawaii Five-0 - serie TV, episodio 9x16 (2019)
- 9-1-1: Lone Star - serie TV, 6 episodi (2020-2022)
- Lucifer - serie TV, episodi 5x15-5x16 (2021)
- You - serie TV, episodio 3x06 (2021)
- NCIS - Unità anticrimine (NCIS) - serie TV, episodio 19x08 (2021)

## Doppiatrici italiane
Nelle versioni in italiano delle opere in cui ha recitato, Ginifer King è stata doppiata da:
- Sabrina Duranti ne I fantasmi di casa Hathaway, I Thunderman, Magic
- Francesca Fiorentini in The Kicks, Lucifer
- Cinzia Villari in Law & Order - I due volti della giustizia
- Tatiana Dessi in Cold Case - Delitti irrisolti
- Irene Di Valmo in CSI - Scena del crimine
- Rachele Paolelli in Criminal Minds: Suspect Behavior
- Laura Boccanera in Code Black
- Paola Majano in Life's Drag
- Beatrice Margiotti in FlashForward
- Selvaggia Quattrini in 9-1-1: Lone Star
- Emilia Costa NCIS - Unità anticrimine

## Premi e Riconoscimenti
- Nickelodeon Kids' Choice Awards
  - Miglior attrice non protagonista per I fantasmi di casa Hathaway (Vincitrice)
- ISA Awards
  - Candidatura alla miglior attrice non protagonista per Life's a Drag